# 李克睿
李克睿（935年—978年），初名光睿，为避宋太宗赵光义之讳改名克睿，是宋朝初年党项族的首领、定难节度使，为李彝殷的儿子。
乾德五年（967年）秋，李彝殷卒，三军推为留后、权知夏州事，宋太祖授他为检校太保、定难军节度使。开宝九年（976年），率兵攻破北汉的吴堡砦，斩首七百级，获得的牛羊以千计，俘获砦主侯遇献与朝廷，加官检校太尉。太平兴国三年（978年），李克睿卒，太宗废朝二日，赠侍中。子李继筠嗣位，自立为留后。

## 子
- 李继筠
- 李继捧